# Francisco Antonio Pavón
Francisco Antonio Pavón Rodríguez (28 de janeiro de 1977) é um ex-futebolista profissional hondurenho que atuava como meia.

## Carreira
Francisco Antonio Pavón fez parte do elenco da Seleção Hondurenha de Futebol nas Olimpíadas de 2000.